# Atzeneta UE
Atzeneta UE is een Spaanse voetbalclub uit Adzaneta de Albaida in de regio Valencia die na het seizoen 2019/20 voor het eerst uitkomt in de Segunda División B. De club werd in 1975 opgericht en speelt haar thuiswedstrijden in El Regit.
CD Alcoyano ·
Atzeneta UE ·
FC Andorra ·
CF Badalona ·
FC Barcelona Atlètic ·
UE Cornellà ·
RCD Espanyol B ·
Gimnàstic · 
Hércules CF · 
UD Ibiza ·
CF La Nucía ·
Atlético Levante UD ·
CE L'Hospitalet ·
UE Llagostera ·
Club Lleida Esportiu · 
UE Olot · 
Orihuela CF ·
SCR Peña Deportiva ·
AE Prat ·
Valencia CF Mestalla · 
Villarreal CF B ·